# Gyula Gömbös
Gyula Gömbös, cavaller de Jáfka, en hongarès Vitez jáfkai Gömbös Gyula (Murga, comtat de Tolna, Hongria, 26 de desembre de 1886 – Múnic, Baviera, Alemanya, 6 d'octubre de 1936) va ser un militar i polític hongarès, primer ministre del seu país des de 1932 a 1936.
Pertanyia a una família germanòfona de terratinents d'origen suabi. Ingressà de molt jove a l'exèrcit austrohongarès, i en el curs de la I Guerra Mundial assolí el grau de capità d'estat major. Aleshores anà adquirint una gran animadversió contra la monarquia dels Habsburg i esdevingué un fervent partidari de la separació d'Àustria i d'Hongria. Un cop acabat el conflicte i consumada aquella segregació, es mostrà contrari a la puixança del Partit Comunista. Quan el 1919 ocupà el poder l'efímer govern soviètic de Béla Kun, Gömbös creà una força paramilitar de caràcter feixista (el MOVE, Associació per a la Defensa Nacional Hongaresa) que s'uní a l'exèrcit contrarevolucionari que s'estava formant a Szeged a les ordres de l'almirall Miklós Horthy, en l'organització del qual Gömbös tingué un paper de protagonista.
Després que el règim de Kun fos foragitat per les tropes romaneses, el 1r de novembre de 1919 l'exèrcit de Horthy s'emparà del poder, i Gömbös fou nomenat ministre de defensa. Des d'aquest lloc endegà l'anomenat "terror blanc", depuració exhaustiva de comunistes i subsidiàriament de jueus amb la pretensió que tant Kun com la majoria dels qui li havien donat suport pertanyien a aquesta ètnia. Es valgué d'una certa popularitat derivada del sentiment general d'humiliació que havia suscitat el Tractat del Trianon. Això, unit al seu rebuig a la dinastia Habsburg, resultà determinant per a l'elecció de Miklós Horthy com a regent d'Hongria el 1r de març de 1920. Ell el confirmà com a ministre de defensa.
El 1921, tanmateix, per desavinences amb el regent, Gömbös passà a l'oposició i fundà la seva pròpia formació política, el Partit per a la Defensa de la Raça, profundament nacionalista, antisemita, anticomunista i partidari que Hongria abandonés la Societat de Nacions. L'any 1928 Horty, en un intent d'incorporar les forces de dreta al govern, el tornà a nomenar ministre de defensa alhora que l‘ascendia a tinent general. Finalment, el 1r d'octubre de 1932, en plena crisi econòmica i d'inestabilitat política, Horthy nomenà Gyula Gömbös primer ministre, no sense haver pactat amb ell la renúncia a dissoldre el parlament i a legislar contra els jueus.
El seu govern esdevingué cada cop més autoritari, per bé que comptant amb la satisfacció de la majoria de la població que constatava la millora del nivell de vida. Gömbös actuava sovint al marge del parlament, per exemple creant una policia política dotada amb una gran xarxa de delators o establint la censura, fins i tot del correu privat. En l'àmbit internacional, actuà de seguida per tal que el Tractat del Trianon fos revisat. Viatjà a Roma per a trobar-se amb Benito Mussolini, amb el qual pactà el suport d'Itàlia en vistes a la recuperació dels territoris iugoslaus, txecoslovacs i romanesos que Hongria havia perdut i que tothora reivindicava. Fou el primer governant a visitar oficialment Adolf Hitler després de l'ascensió d'aquest a la cancelleria (1933), i pactà amb ell amplis acords comercials supeditats, això sí, a la planificació econòmica i expansionista alemanya.
El 1935 Gömbös convencé el regent de dissoldre el parlament i de convocar eleccions. Aquestes atorgaren a les dretes una majoria aclaparadora, amb la qual cosa el seu poder es veié consolidat. L'aprofità a bastament per a col·locar els seus adeptes en tots els punts claus de l'administració, mentre reforçava l'exèrcit molt més enllà del que els termes de la capitulació permetien a Hongria. Obertament confessava que es donava un termini de dos anys per a transformar el país d'acord amb el model feixista, amb ell mateix com a dictador.
No tingué temps de realitzar-ho, puix que a conseqüència d'una malaltia crònica hagué d'esser internat en una clínica bavaresa, on morí als quaranta-nou anys a causa d'un col·lapse renal.